# 3016 Meuse
3016 Meuse è un asteroide della fascia principale. Scoperto nel 1981, presenta un'orbita caratterizzata da un semiasse maggiore pari a 2,8331116 UA e da un'eccentricità di 0,0430141, inclinata di 2,89212° rispetto all'eclittica.
L'asteroide porta il nome del fiume Mosa (Meuse in francese).